# Kanarraville
Kanarraville is een plaats (town) in de Amerikaanse staat Utah, en valt bestuurlijk gezien onder Iron County.
Oorspronkelijk Kanarra, later omgedoopt tot Kanarraville is een dorpje gelegen aan de Kanarra Creek. De eerste vestigingen dateren uit 1861 en 1862. Het werd genoemd naar Piute Chief Canarrah of Quanarrah, maar kolonisten spelden het Kanarrah of Kanarra. De kolonisten in Kanarra waren families gedreven uit Fort Harmony toen het fort moest worden verlaten nadat de meeste van zijn adobe muren waren weggespoeld tijdens een maand van zeer zware regens en overstromingen in januari en februari 1862. New Harmony, dertien kilometer ten zuidwesten van Kanarra, in Washington County was de andere nederzetting gemaakt door vluchtelingen van deze ramp.

## Demografie
Bij de volkstelling in 2000 werd het aantal inwoners vastgesteld op 311.
In 2006 is het aantal inwoners door het United States Census Bureau geschat op 305, een daling van 6 (-1,9%).

## Geografie

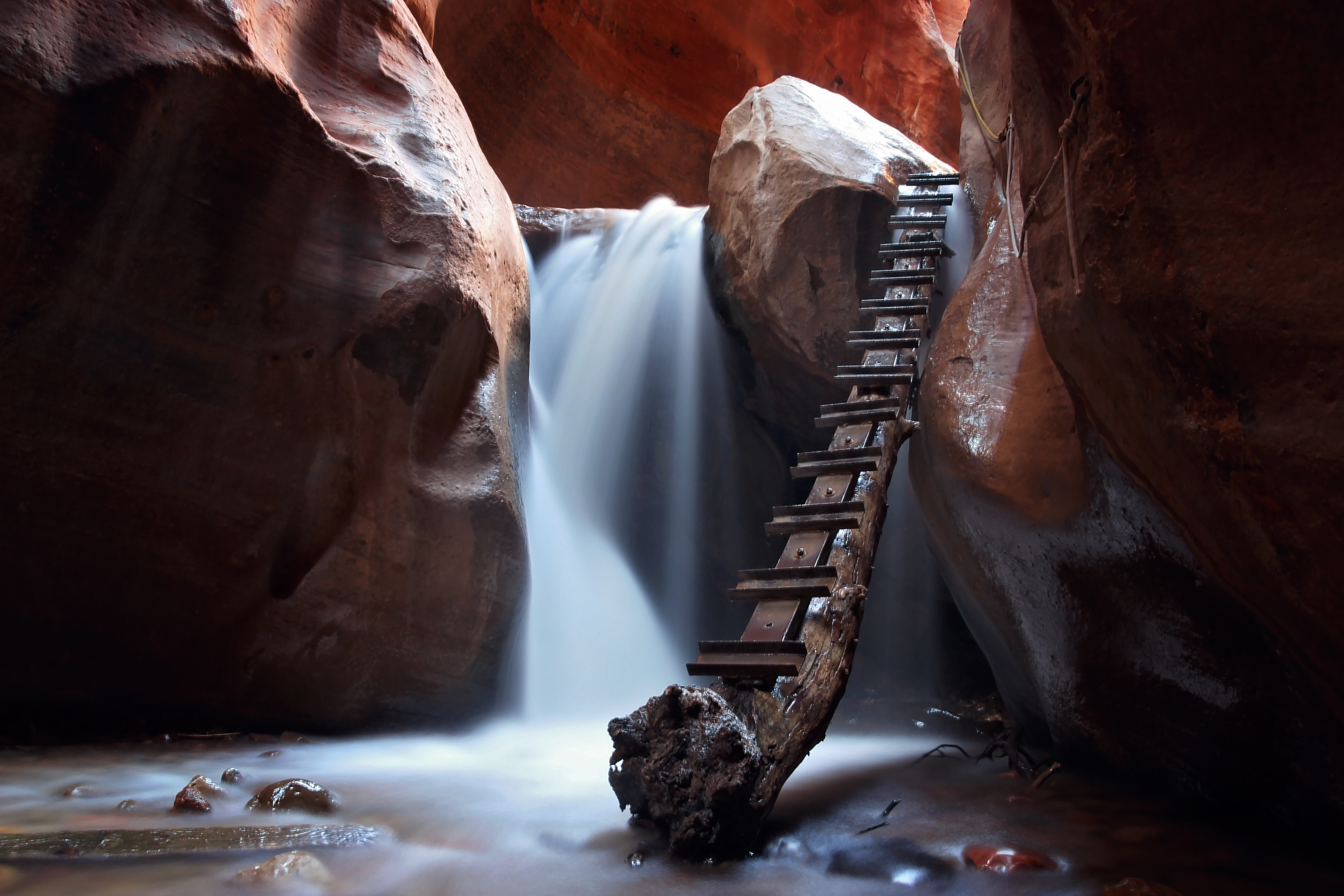
De Kanarraville Falls in de Kanarra Canyon, zo'n kilometer ten oosten van het dorpje

Volgens het United States Census Bureau beslaat de plaats een oppervlakte van
1,2 km², geheel bestaande uit land. Kanarraville ligt op ongeveer 1696 m boven zeeniveau.
Waar de Kanarra Creek zich een weg baande doorheen de Hurricane Cliffs ontstond Kanarra Canyon met de Kanarraville Falls.
Doorheen de plaats zelf werd de U.S. Route 91 aangelegd. Deze vormde later deels het traject van de Interstate 15 of Veterans Memorial Highway, die nu zo'n kilometer ten westen van de dorpskern ligt.

## Plaatsen in de nabije omgeving
De onderstaande figuur toont nabijgelegen plaatsen in een straal van 36 km rond Kanarraville.